# Ophiactis macrolepidota
Ophiactis macrolepidota är en ormstjärneart som beskrevs av Marktanner-Turneretscher 1887. Ophiactis macrolepidota ingår i släktet Ophiactis och familjen bandormstjärnor. Inga underarter finns listade i Catalogue of Life.